# 파리 엑스포 포르트 드 베르사유
파리 엑스포 포르트 드 베르사유(프랑스어: Paris Expo Porte de Versailles)는 프랑스 파리 15구에 위치한 컨벤션 센터이다. 페리페리크 대로와 마르샬 대로가 만나는 포르트 드 베르사유역 인근에 위치해 있으며, 프랑스 최대 규모의 야외 전시공간이다.
면적규모 228,221m²의 전시장과 8개 전시관, 2개 대강당, 32개 회의실을 갖추고 있다. 전시장에서는 매년 120회에 달하는 무역박람회와 각종 행사, 제품출시회, 컨벤션 등이 개최된다. 인근에는 180m 높이의 유리 피라미드인 투르 트리앙글 (Tour Triangle)이 건설 예정에 있으며, 120실 규모의 호텔과 7만m²의 업무공간을 갖출 전망이다.
2024년 하계 올림픽 경기장으로 선정되었으며 핸드볼, 역도, 배구, 탁구 경기가 치러졌다.

## 역사

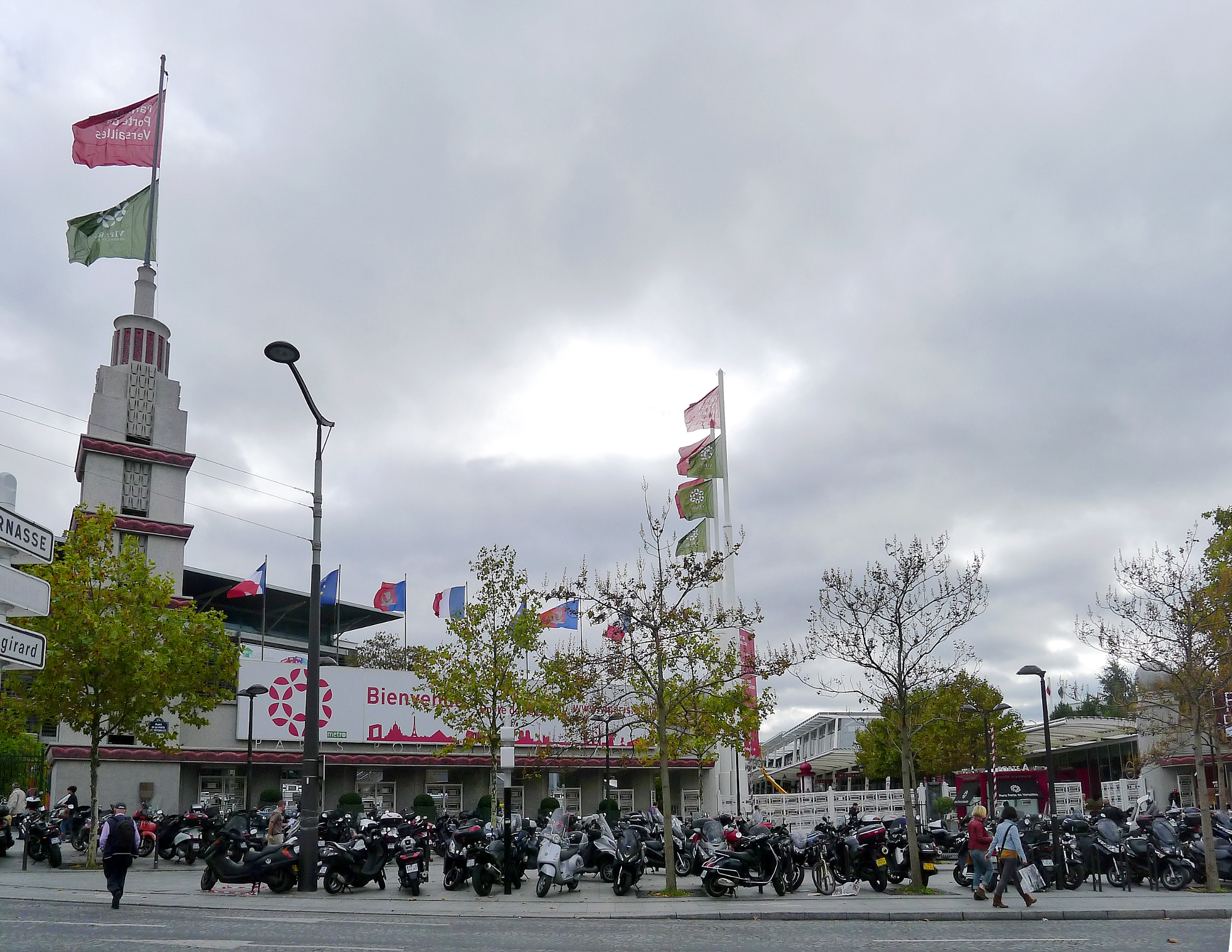
2011년 파리 사진 박람회 개최 당시 박람회장 입구 모습

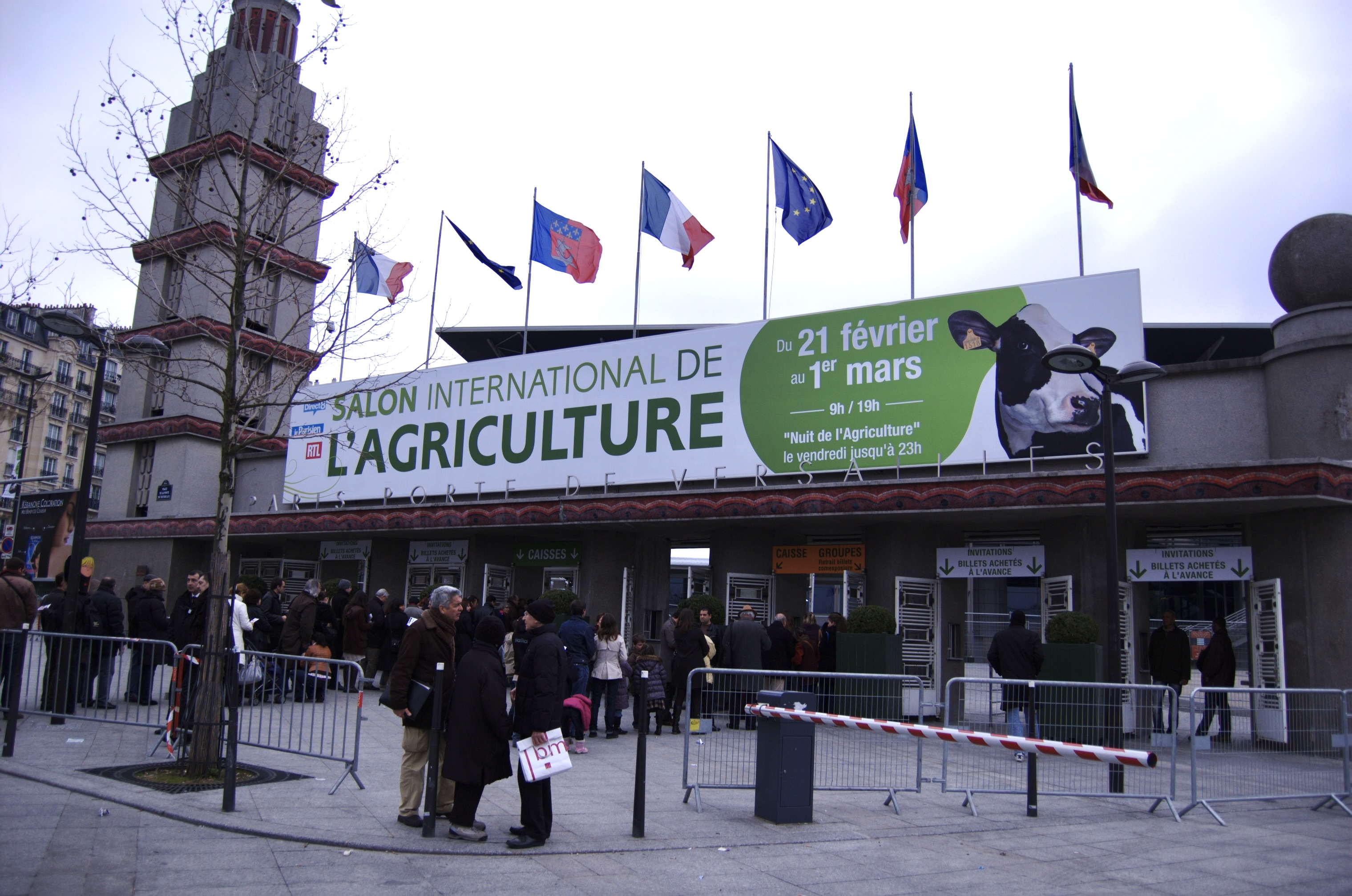
2009년 국제 농업박람회 개최 당시 입구 모습

1923년 물품박람회인 푸아르 드 파리 (Foire de Paris)의 전용 개최시설로 처음 지어졌다. 그전까지 파리 도심부의 마르스 광장에서 개최되어 왔으나 파리와 이시레물리노 코뮌과의 경계에 마련한 35헥타르 부지에 건설된 것이다.
1922년부터 설계공모를 받았으며 수많은 설계안이 나왔다. 루이 기데티와 피에르 기데티 (Pierre Guidetti) 형제는 하나의 거대한 철제 박람회장을 짓는 설계안을 제시하기도 하였으나 받아들여지지 않았고, 건축가 폴 비아르와 마르셀 다그 (Marcel Dastgue)의 설계안을 바탕으로 레페브르 대로와 에르네스트르낭로 일대를 기준삼아 20여개 시설로 분산된 공간구조로 지어졌다. 당시 지어진 건물 가운데 현존하는 건물은 4개에 불과하며, 대다수는 순환도로 건설로 철거되었다. 상술한 푸아르 드 파리는 1926년부터 이곳에서 개최되기 시작하였다.
1937년에는 파리 세계 박람회를 기념하여 루이이폴리트 부알로와 레옹 아제마가 설계한 대문이 세워졌으며 조명과 4개 포탑을 갖췄다. 이 대문은 현재도 남아 있다. 제2차 세계 대전이 발발하면서 특별전은 중단되었고 군부대로 사용되기도 했다. 전후 1950년대부터는 자전거, 화물차, 농업박람회 등이 열렸다.
1962년부터는 그랑팔레에서 개최되던 파리 모터쇼가 이곳에서 열리기 시작하였으며, 1976년부터는 프랑크푸르트 모터쇼와 격년으로 열리기 시작하였다. 1970년에는 72,000 m2 규모의 7번홀이 새로 개장되어 박람회장 기존 면적의 절반이 늘어났다. 1980년부터는 파리 국제 보트쇼가, 1992년부터는 파리 도서전이 열리기 시작하였다.
1996년부터 2006년까지 전체 시설의 절반을 리모델링하고 현대화하는 공사가 이루어졌으며 3개 원형극장과 다수의 회의실도 처음으로 들어섰다. 2013년부터 10년에 걸쳐 대대적인 리모델링이 다시 시작되었으며, 2015년 6월부터 올림픽이 치러지는 2024년까지 총 3단계에 걸쳐 실시되었다. 리모델링 프로젝트에는 비파리 (Viparis) 사가 독점 입찰하여 리모델링과 시설운영을 맡게 되었다.

## 대중교통
파리 엑스포 포르트 드 베르사유와 가까운 교통수단은 다음과 같다.
- 파리 지하철 12호선 포르트 드 베르사유역 (몽파르나스역, 생라자르역까지 직행열차 운행)
- 일드프랑스 트램 T2선, T3a선 포르트 드 베르사유 (Porte de Versailles) 정거장
- RATP 버스 39번 데누에트 (Desnouettes), 포르트 디시 (Porte d'Issy) 정류장 / 80번 포르트 드 베르사유 (Porte de Versailles) 정류장
- 녹틸리앙 야간 버스 N13번, N62번, N145번 노선